# Tahanaout
Tahanaout (ook geschreven als Tahannaout) is een plaats in Marokko en is de hoofdplaats van de provincie Al Haouz.
In 2004 telde Tahanaout 6.585 inwoners. Het ligt 34,5 km verwijderd van Marrakesh. Er bevindt zich een joodse begraafplaats.